# Мартиросян, Дереник Арамаисович
Дереник Арамаисович Мартиросян (арм. Դերենիկ Արամայիսի Մարտիրոսյան; 3 февраля 1943, Эчмиадзин — 12 апреля 2021) — советский и армянский актёр и режиссёр театра кукол. Заслуженный артист Армении (2006).
Родился в Эчмиадзине. В 1958-1968 гг. был актёром-кукловодом в Эчмиадзинском народном театре и Ереванском драматическом театре. С 1969 года — в Ереванском кукольном театре.
В 1973 году окончил Армянский государственный педагогический институт.
Помимо работы в театре в 1971—1994 годах был актёром в передаче «Сказка зовёт» на Армянском национальном телевидении.

## Книги
- В мире кукол : Ерев. гос. кукол. театр им. Ов. Туманяна, 50 / Дереник Мартиросян, Рубен Бабаян; Арм. театр. о-во. — Ереван : АТО, 1986

## Награды
- Медаль Мовсеса Хоренаци (2016)[3]